# Szemiotowo (stacja kolejowa)
Szemiotowo (biał. Шэметава, ros. Шеметово) – towarowa stacja kolejowa w Mińsku, na Białorusi, przy porcie lotniczym Mińsk. Nazwa pochodzi od pobliskiej wsi Szemiotowo.
Jest to stacja krańcowa linii. W latach 2014–2017 linia biegła dalej do przystanku Narodowy Port Lotniczy Mińsk.